# 家学
家学（かがく）とは、家あるいは氏族単位での学術継承のこと。

## 概要
氏族単位での技能・学術の「世習」による継承は大和時代以前の日本の氏族において見られる現象であるが、律令制のもとではこうした方法を排除して公的機関である大学寮・典薬寮・陰陽寮において教育を行う制度を採用した。
だが、教官（博士）を務める家では貴重な書籍などが私邸に蓄積され、子弟も早くからそれらに触れる機会が多いこと、父兄である教官（博士）も家庭教育の一環としてこうした書籍を活用する事から、優秀であれば博士の子弟もまた同じ官職に就くようになっていった。ただし、世習の場合はそれぞれの氏族が持つ特定の技能を世代を超えて継承されることで初めて官職を世襲することが可能になるものであり、何代も特定の官職を継承してきた家柄でもその能力を満たせなくなればその地位を失う可能性はあった。古代において何代にもわたっては博士を職を継承しながら断絶した家系が存在するのはそうした事情による。
だが、平安時代中期に官司請負制の進行とともに官職が一種の利権として認識されて世襲が進むと、こうした教官（博士）の地位を世襲する特定の氏族（「博士家」）が出現するようになる。明経道・紀伝道（文章道）においては、漢文の注釈（訓点法）に用いる乎古登点（乎古止点）を菅原氏・大江氏・清原氏などがそれぞれ独自の解釈で打っていき、これを家説として子弟や門人の教育に用いるようになった。これは他の分野でも同様の現象が起きており、やがて特定の博士家が博士の職を世襲するために、家説を秘伝化・神秘化しながらこれに権威性と絶対性を与えていくことによって、学術そのものを氏族内部のみで世襲化する「家学」へと発展させることとなる。
その代表的なものとして、
- 紀伝道：菅原氏・大江氏・藤原氏（日野流）
- 明経道：中原氏・清原氏
  - 明経道の博士家は書道・音道をも事実上統合・家学化していった。
- 明法道：惟宗氏、後に坂上氏・中原氏
- 算道：家原氏、後に三善氏・小槻氏
- 陰陽道：
  - とりわけ天文道…安倍氏
  - とりわけ暦道…賀茂氏
- 医道：和気氏・丹波氏
- 歌道：藤原氏（御子左流）

などが挙げられる。また、同じ氏族でも、御子左流のようにその解釈を巡って分裂して異なる家学を伝える例もあった。また、家学でも一子相伝の閉鎖的なものもあれば多数の弟子を抱えて宗家を支える構造を取るものもあった。もっとも、律令制以前及び初期の世習では継承者の能力についても問われたが、世襲が固定化されると能力と継承資格との関係は次第に希薄となっていった。
中世に入ると、宋学の影響によって四書が重視されるようになると、明経道において新たに「明経道四書」を制定し、また足利学校でもこれに対抗して学校点と呼ばれる乎古登点を定めて学術における特権維持を図った。
中世後期に入ると、「当芸に於て家の大事、一代一人の相伝なり。たとへ一子なりといふども、不器量の者には伝ふべからず。家、々（家）にあらず。継ぐを以て家とす」（世阿弥『風姿花伝』別紙口伝）に代表されるように「家学」そのものの継承を優先として血縁者ではなくても教えに忠実な門人が継ぐ場合でも結果的には「家学」は守られるという考え方も生じた。こうした中で師弟関係を家族関係に置き換えて家学の伝承を図ろうとする「家元」制度が形成されるようになる。家元制度は家学宗家の権威を高める一方で家元である宗家当主は門人を免許の発給を通じて家学を支配していく役目に転化していったため、勿論家元に相応しい技能を有した宗家当主も存在したものの、それに相応しい能力を有しない継承者の隠蔽の役割も果たすことになった。その一方で、家学・家元が学術・芸術における伝統保持に一定の役割を果たしたのは事実であり、反面において家学・家元の持つ権威に対する反抗が学術・芸術分野における新たな創造を生み出したのもまた事実であった。
近世になると、出版文化の興隆によってかつては秘伝として扱われていたような知識の流出や新しい学問の普及が進み、従来の家学が持っていた権威が揺らぐようになっていった。だが、一方で地位の世襲を前提としていた幕藩体制の諸制度は学問分野においても有効であり、儒学では林氏、国学では本居氏、医学では曲直瀬氏・多紀氏、天文学では渋川氏・山路氏などのように新たな家学を生み出す家も登場した。